# Pogostemon pressii
Pogostemon pressii là một loài thực vật có hoa trong họ Hoa môi. Loài này được Panigrahi miêu tả khoa học đầu tiên năm 1984.